# Selección femenina de baloncesto sub-20 de Yugoslavia
La selección femenina de baloncesto sub-20 de Yugoslavia, comúnmente conocido como el selección femenina de baloncesto juvenil de Yugoslavia (en serbocroata: Jugoslavija U-20 ženska košarkaška reprezentacija), era el equipo de baloncesto femenino, administrado por la Federación de Baloncesto de Yugoslavia, que representaba a RFS Yugoslavia en competiciones internacionales de baloncesto femenino sub-20, que consisten principalmente en el Campeonato Mundial de Baloncesto Femenino Sub-19.
Después de la disolución de Yugoslavia en 1991, los países sucesores crearon sus propios equipos nacionales sub-20.

## Participaciones

### Campeonato Mundial de Baloncesto Femenino Sub-19
| Año   | Pos.              | PJ | G  | P | Ref.  |
| ----- | ----------------- | -- | -- | - | ----- |
| 1985  | Medalla de bronce | 6  | 5  | 1 | [ 1 ] |
| 1989  | Medalla de plata  | 7  | 5  | 2 | [ 2 ] |
| Total | 2/2               | 13 | 10 | 3 |       |

## Entrenadores
| Años | Nombre              | Entrenador asistente |
| ---- | ------------------- | -------------------- |
| 1985 | Vjećeslav Kavedžija | Zoran Kovačić        |
| 1989 | Miodrag Vesković    | Zoran Kovačić        |

## Jugadores
Plantillas usadas en los torneos en los que participó.
| 1985 | 1989 |
| 4 Stojna Vangelovska 5 Andrea Pukšić 6 Eleonora Vild 7 Danira Nakić 8 Olivera Petrović 9 Jasmina Alić 10 Elmira Kalić 11 Razija Mujanović 12 Zaga Počeković 13 Željana Listeš 14 Anđelija Arbutina 15 Bojana Milošević | 4 Milanka Nedović 5 Danijela Ilić 6 Sergeja Zupan 7 Eleonora Vild 8 Marina Velimirović 9 Danira Nakić 10 Vesna Bajkuša 11 Žana Lelas 12 Nina Bjedov 13 Sanja Vesel 14 Romana Dukić 15 Gordana Džolić |

## Nuevos equipos nacionales
Después de la disolución de Yugoslavia en 1991, se crearon cinco nuevos países: Bosnia y Herzegovina, Croacia, Macedonia del Norte, RF Yugoslavia (en 2003, rebautizada como Serbia y Montenegro) y Eslovenia. En 2006, Montenegro se convirtió en una nación independiente y Serbia se convirtió en el sucesor legal de Serbia y Montenegro. En 2008, Kosovo declaró su independencia de Serbia y se convirtió en miembro de FIBA en 2015.
Aquí hay una lista de equipos nacionales masculinos sub-20 en el área de RFS de Yugoslavia:
- Bosnia y Herzegovina (1992-)
- Croacia (1992-)
- Macedonia del Norte (1993-)
- Serbia y Montenegro (1992-2006)
  -  Montenegro (2006-)
  -  Serbia (2006-)
    -  Kosovo (2015-)
- Eslovenia (1992-)